# Grote Molen (Stalhille)
De Grote Molen (ook: Molen Verburgh) is een windmolenrestant in de tot de West-Vlaamse gemeente Jabbeke behorende plaats Stalhille, gelegen aan Kalsijdeweg 34.
Deze ronde stenen molen van het type grondzeiler fungeerde als korenmolen.

## Geschiedenis
Tussen 1775 en 1815 werd op deze plaats een standerdmolen gebouwd, welke in 1861 door brand werd verwoest. In hetzelfde jaar werd de stenen grondzeiler gebouwd. In 1905 werd een stoommachine geplaatst om bij geringe wind te gebruiken. Op windkracht werd nog gemalen tot 1942. In dit jaar verwijderde de bezetter de roeden. Wat bleef was een molenromp. Deze werd in 1995 gerenoveerd en omgebouwd tot woning, waartoe ook een mansardekap vast op de romp werd gemonteerd.
- Inventaris van het Bouwkundig Erfgoed (Vlaanderen): 88821